# Hypogastrura conflictiva
Hypogastrura conflictiva is een springstaartensoort uit de familie van de Hypogastruridae. De wetenschappelijke naam van de soort is voor het eerst geldig gepubliceerd in 1990 door Jordana & Arbea.